# Lörmecke-Turm
Der Lörmecke-Turm ist ein etwa 35 m hoher Aussichtsturm im Plackwald im Sauerland. Im Naturpark Arnsberger Wald steht er in bewaldetem Gebiet der Stadt Warstein im nordrhein-westfälischen Kreis Soest auf der Plackweghöhe.

## Geographische Lage
Der Lörmecke-Turm befindet sich im Naturraum Plackwald, einem Teil des Nordsauerländer Oberlandes, im „Warsteiner Wald“, dem Ostteil des Naturparks Arnsberger Wald. Er steht etwa 3,2 km nördlich von Eversberg (nordöstlicher Stadtteil von Meschede), 5,7 km südlich von Warstein, 2,8 km ostnordöstlich der Passhöhe Stimmstamm (541,1 m ü. NHN) und 500 m (je Luftlinie) westsüdwestlich vom Quellgebiet des Glenne-Zuflusses Lörmecke. Er steht nicht ganz auf halber Strecke zwischen dem Niekopf (550,4 m) im Nordwesten und dem Warsteiner Kopf (556,9 m) im Südosten. Wenige Meter südlich des Turms verläuft die Grenze vom Kreis Soest zum benachbarten Hochsauerlandkreis.
Ursprünglich umringt von Nadelbäumen steht der Lörmecke-Turm laut Deutscher Grundkarte direkt nördlich der Höhenangabe 581,3 m (etwa höchste Stelle Warsteins) und etwa 35 m nordnordöstlich der Plackweghöhe 581,5 m (u. a. höchste Stelle des Naturparks Arnsberger Wald) auf 580,9 m. Zirka 100 m östlich des Turms, an dessen Fuß mehrere Sitzbänke stehen, verläuft ungefähr in Nord-Süd-Richtung der Hessengraben.

## Grundsteinlegung und Einweihung

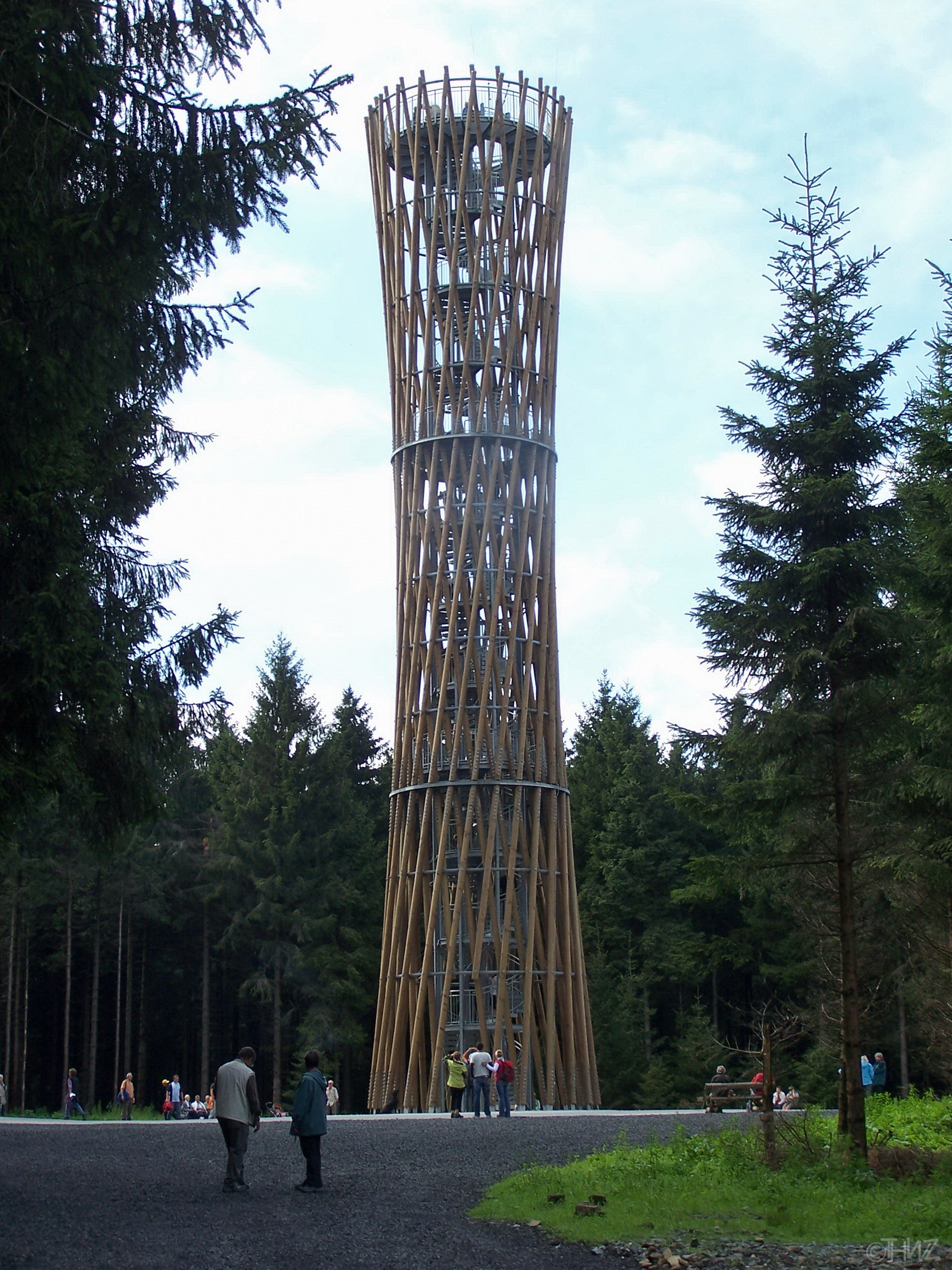
Der Lörmecke-Turm 2008 umgeben von Fichtenforst

Die Grundsteinlegung und die Taufe des Aussichtsturms auf den Namen „Lörmecke-Turm“, so lautet die Inschrift des Grundsteins, fand am 16. August 2007 statt. Am 7. Juni 2008 liefen rund 1.000 Wanderfreunde im Rahmen von geführten Sternwanderungen, deren einzelne Routen in Eversberg, Meschede und Warstein begannen, zum Turm, um im Beisein Bürgermeistern der umliegenden Städte, der Landrätin Eva Irrgang und dem nordrhein-westfälischen Umweltminister Eckhard Uhlenberg, der Einweihung beizuwohnen. Zwischen Grundsteinlegung und Einweihung lagen knapp 10 Monate, jedoch gab es auch Baupausen von insgesamt rund 5 Monaten. Bauherr und Eigentümer des Lörmecke-Turmes ist der Zweckverband Naturpark Arnsberger Wald.

## Turmbeschreibung

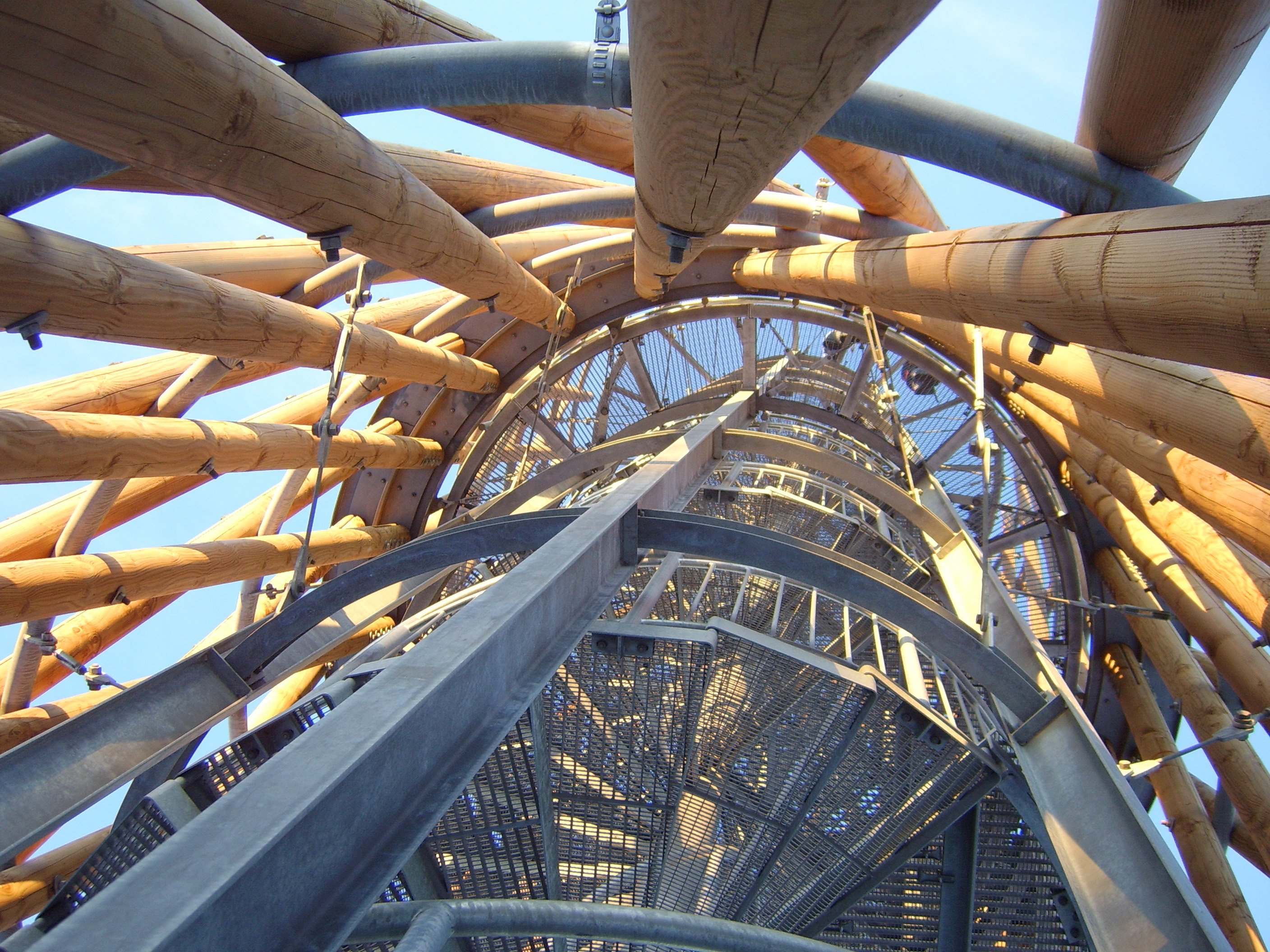
Konstruktion des Turms

Die verkleidungslose Turmkonstruktion besteht in seinen statischen Elementen aus 144 über Kreuz geführten, über- und nebeneinander angeordneten Douglasienstämmen, die in heimischen Wäldern gefällt wurden und je 12 m Länge haben. Bei der Konstruktion wurden je 3 Stämme übereinander und von diesen nun 36 m langen Rundhölzern je 24 für die Außen- und Innenlage mit 15° Versetzung auf der Kreisform der Turmbasis angeordnet. Zum Kopf des Turms sind die Stämme mit 82° Neigung zur Waagerechten und um 90° verdreht angeordnet, wodurch sich die Verjüngung in der Turmmitte ergibt. Die Rundhölzer sind an 288 Kreuzungspunkten durch Verschraubungen mit innen- und außenliegenden Stahlringen verbunden, um die Standsicherheit des Turms zu gewährleisten. Der Eingang zum Turm entstand durch Weglassen eines Fußpunktes mit den 2 anschließenden Rundhölzern bis zum nächsthöheren Kreuzungspunkt. Zwischen den Stämmen führt im Turminneren eine Stahlwendeltreppe mit 204 Stufen über zwei Zwischenpodeste hinauf zur Aussichtsplattform. Der Durchmesser an Basis und Turmkopf beträgt etwa 7 m, in der Mitte etwa 5 m.
Das Turmfundament besteht aus etwa 144 m³ Stahlbeton im Erdreich. Mit seiner Bauhöhe (35 m) überragte der Lörmecke-Turm den bis Oktober 2017 ebenfalls im Naturpark Arnsberger Wald befindlichen Küppelturm (26 m), der bei Freienohl auf dem Berg Küppel (422,6 m) stand, um 9 m.
Die Turmbauform ähnelt einer einschaligen Hyperboloidkonstruktion; sie wird fälschlich auch als Translations-Paraboloid bezeichnet. Zu den Türmen mit ähnlicher Konstruktion gehören der Jübergturm (Hemer, Nordrhein-Westfalen) und der Kōbe Port Tower (Kobe, Japan).

## Zweck

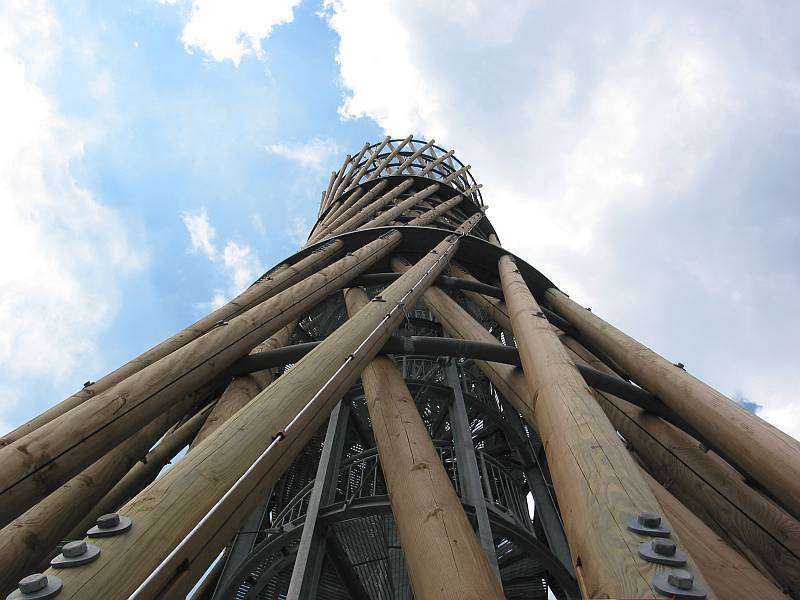
Aus der Froschperspektive

Als aufgrund der Planungsabsichten für den Wanderweg Sauerland-Waldroute im Jahr 2003 ein Gutachten erstellt wurde, erkannte man, dass im Naturpark Arnsberger Wald großflächige Waldflächen wenigen Aussichtspunkten gegenüberstehen; daher wurde ein Aussichtsturm gefordert und schließlich der Lörmecke-Turm errichtet. Das Lörmecke-Wasserwerk fördert seit 1935 Trinkwasser aus dem Grundwasser des hiesigen „Warsteiner Massenkalks“. Der Turm steht für das Geschenk der Natur, der permanenten Belieferung der Menschen im südlichen Soester Kreisgebiet mit lebenswichtigem Wasser.

## Baukosten und Sponsoren
Die Turmbau kostete rund 450.000 €. Etwa ein Drittel davon zahlte das Umweltministerium Nordrhein-Westfalens, weitere Teile der Kreis Soest und der Hochsauerlandkreis, die Städte Warstein und Meschede, die Warsteiner Brauerei, der Landesbetrieb Wald und Holz, die „Warstein-Touristik e. V.“ sowie das Lörmecke-Wasserwerk, das als Hauptsponsor des Projekts fungierte; daher trägt das Bauwerk den Namen „Lörmecke-Turm“.

## Aussicht

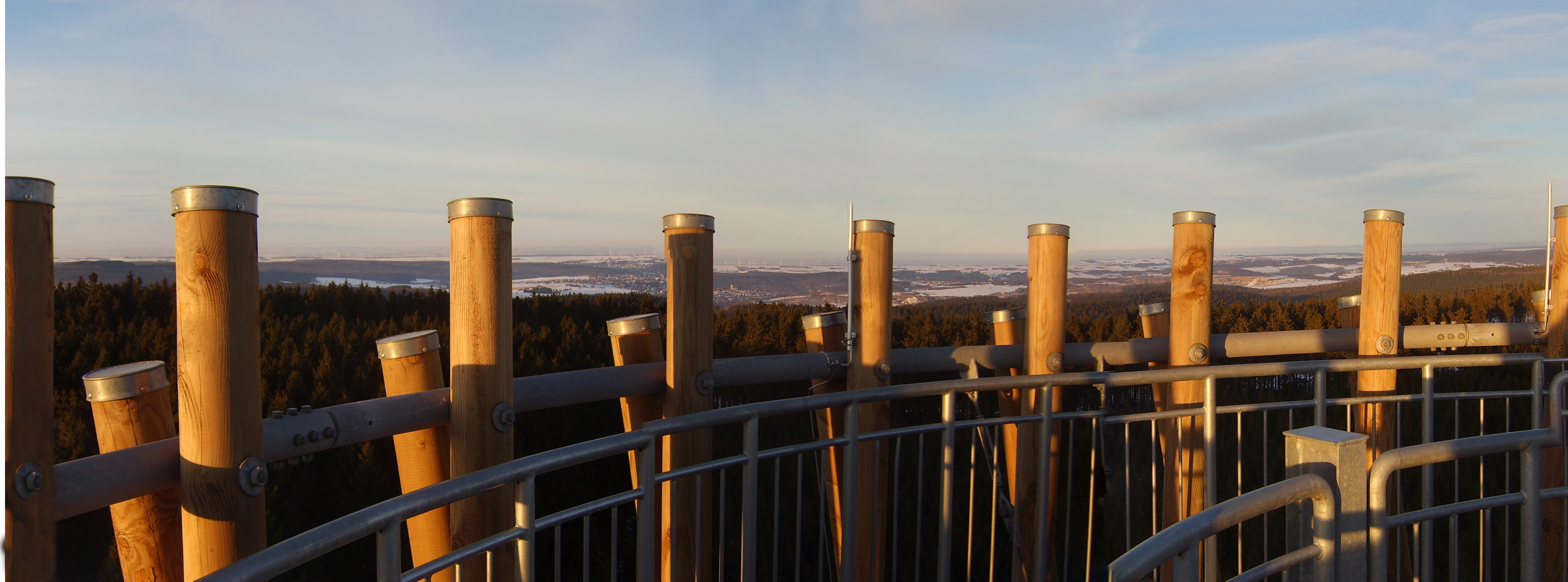
Aussichtsplattform auf ca. Höhe

Die oberste Aussichtsplattform des Lörmecke-Turms auf etwa 615 m Höhe wurde oberhalb der Baumkronen der damals im nahen Umfeld wachsenden Fichten errichtet und bietet einen Panoramablick (360°), der über den Naturpark Arnsberger Wald und – im Uhrzeigersinn, beginnend im Norden betrachtet – zum Haarstrang in die Westfälische Bucht, zum Teutoburger Wald und Eggegebirge sowie über das Ruhrtal hinweg zum Rothaargebirge und Lennegebirge reicht. Nach massivem Borkenkäferbefall der dürregeschädigten Bäume wurden die Fichtenbestände rund um dem Turm in den Jahren 2020 und 2021 großflächig gerodet.

## Wandern
Der Plackweg, ein ehemaliger Handelsweg und heutiger Wanderweg, passiert etwa in West-Ost-Richtung angelegt den Lörmecke-Turm rund 200 m südwestlich. Die Sauerland-Waldroute, ein von Marsberg durch den Naturpark Arnsberger Wald nach Iserlohn verlaufender Wanderweg, führt am als Wahrzeichen dieses Wandersteigs geltenden Turm vorbei. Zudem verläuft zum Turm der 7,5 km lange „Pfad Lörmecke-Turm“.